# British Rail 319 sorozat

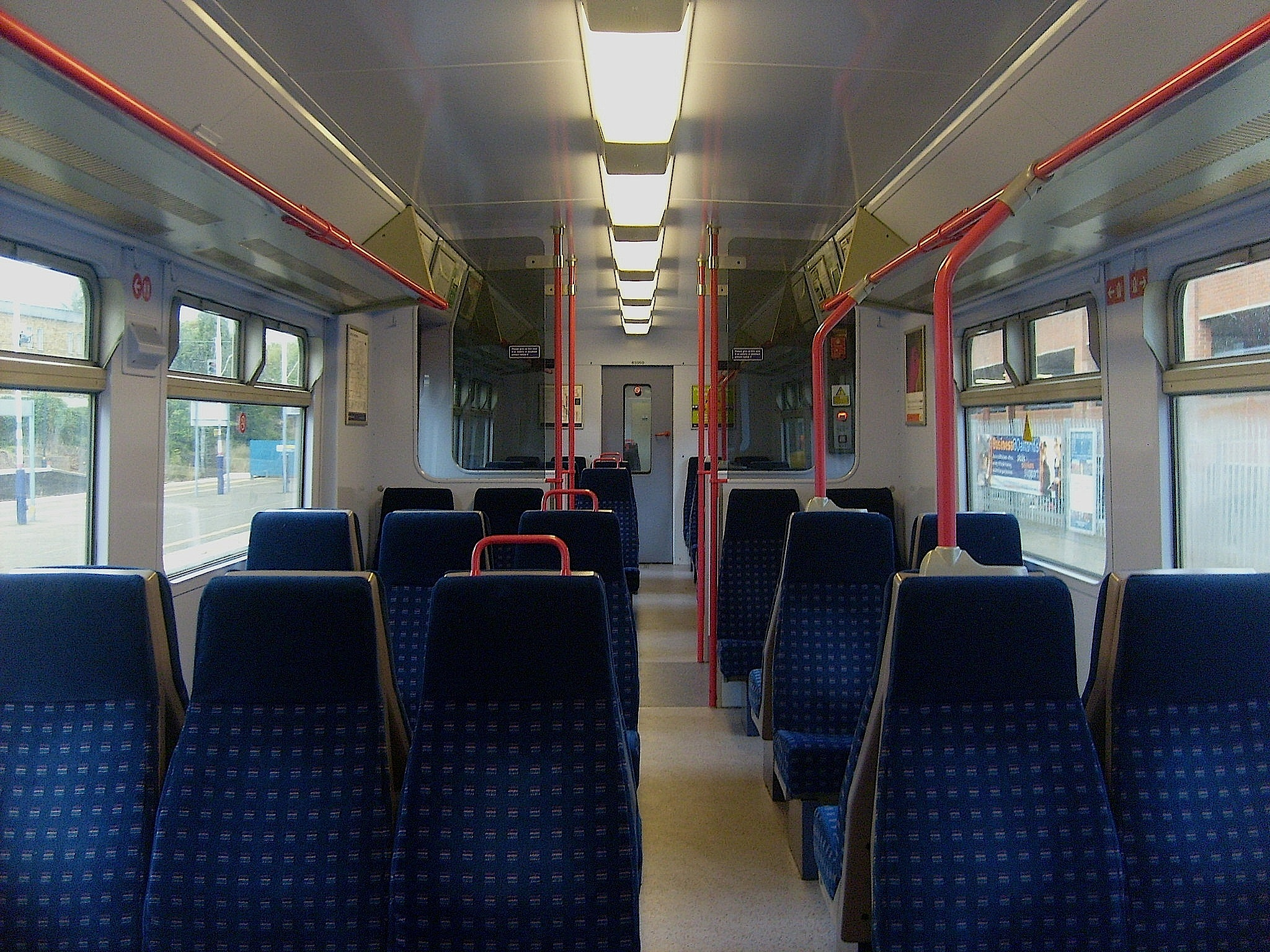
A motorvonat utastere

A British Rail 319 sorozat egy angol kétáramnemű (25 kV 50 Hz AC felsővezeték vagy 750 V DC harmadik sín) négyrészes villamosmotorvonat-sorozat. 1987 és 1988 között, majd 1990-ben gyártotta a BREL York. Összesen 86 motorvonat készült el. A First Capital Connect üzemelteti 1987-től.